# Hocheggersattel
Der Hocheggersattel ist ein 1318 m ü. A. hoher Alpenpass in der westlichen Steiermark zwischen der Marktgemeinde Oberzeiring und der Stadt Oberwölz.